# Tony Flannery
Tony Flannery nasceu em 1947, em Attymon, perto de Athenry, no Condado de Galway, no oeste da Irlanda. Foi o mais novo de uma família de cinco filhos, na qual o mais velho morreu aos três anos de idade. Sua mãe foi professora antes de se casar, e depois trabalhou como costureira. Seu pai trabalhou na extração de turfa para a geração de eletricidade e em uma pequena fazenda.
Com 12 anos, ingressou em um Seminário Redentorista em Limerick, assim como fizeram também dois de seus irmãos. Aos 27 anos, foi ordenado como sacerdote, em 1974. Sua formação foi muito influenciada pelas ideias de mudança geradas pelo Concílio Vaticano II. Ele passou a vida sacerdotal como um pregador de missões, novenas e retiros, principalmente na Irlanda. Ele escreveu diversos livros e artigos em várias publicações, tanto de caráter religioso religioso quanto sem tal caráter. Por cerca de 14 anos, ele contribuiu com uma coluna regular para a Revista Reality, publicada pelos redentoristas.
Em 1999, publicou um livro. Com o título de From the Inside: A Priest's View of the Catholic Church (Do lado de dentro: A visão de um padre sobre a Igreja Católica), que é em parte autobiográfico e em parte uma avaliação do catolicismo irlandês, composto de artigos curtos e legíveis, destacando a inadequada formação sexual e espiritual dos padres. Flannery examina as linhas de falha que surgiram na sequência da encíclica Humanae Vitae, de 1968, do Papa Paulo VI, que manteve a proibição da Igreja às formas artificiais de contracepção. Além disso criticou o mau tratamento dado ao celibato clerical por parte da instituição.

Em 2008, foi publicado o livro Fragments of Reality, com escritos selecionados de Flannery, publicados a partir de 1998. Nessa mesma obra existe uma manifestação contra a continuada negação de qualquer papel significativo para as mulheres na Igreja: [
| “ | Devemos ser a última instituição do mundo ocidental que continua mantendo uma discriminação tão clamorosa contra as mulheres. Eu não tenho nenhuma dúvida de que não há nenhuma base teológica ou escritural para essa posição, mas se trata puramente de uma construção social e institucional escondendo um desejo bastante descarado e primitivo de dominação masculina. | ” |

A obra merece destaque um artigo denominado: "A Ordenação de Mulheres", no qual ele revelou que conhece algumas das mulheres que foram ordenadas no movimento de sacerdotisas católicas romanas em um barco em Pittsburgh, em 2006, inclusive a irlandesa Bridget Mary Meehan, que é uma bispa da Associação de Sacerdotisas Católicas Romanas.
No outono de 2010, foi um dos fundadores e um dos líderes da Associação de Padres Católicos da Irlanda.
Em fevereiro de 2012, o Vaticano, por meio da Congregação para a Doutrina da Fé, manifestou oposição a alguns de seus artigos na revista Reality. Ele foi chamado à Roma pelo Superior Geral dos Redentoristas, e teve início um longo processo que culminou com a proibição para exercício do sacerdócio e imposição uma sanção para se manter em silêncio. Além disso, ele foi compelido a emitir uma declaração pública, dizendo que aceitava todos os ensinamentos morais da Igreja e também que as mulheres nunca poderiam exercer o sacerdócio. Posteriormente, ele escreveu um relato completo do processo que sofreu no livro: A Question of Conscience.
Em janeiro de 2013, após um período de reflexão, ele decidiu não obedecer à sanção para se manter em silêncio e passou a proferir palestras na Irlanda com o tema: "Reparando uma Igreja Danificada".

Flannery afirmou que as sanções foram impostas porque ele defendeu debates abertos sobre os ensinamentos da Igreja sobre a ordenação de mulheres, o celibato clerical, contraceptivos e homossexualidade. Além disso, declarou que: 
| “ | Submeter-me a essas ameaças seria uma traição ao meu ministério, aos meus colegas padres e aos católicos que querem a mudança. | ” |

Flanery recebeu apoio da equipe de liderança provincial dos redentoristas irlandeses; do grupo Nós Somos Igreja da Irlanda; da Associação dos Padres Católicos da Irlanda; do padre Helmut Schüller, líder da Iniciativa dos Párocos Austríacos, de Mary McAleese, ex-presidente da Irlanda, que defendeu Flannery e outros clérigos irlandeses dissidentes no lançamento do seu livro Quo Vadis?: Collegiality in the Code of Canon Law, na sede dos jesuítas em Dublin.